# Міжконтинентальний кубок з футболу 1967
Міжконтинентальний кубок з футболу 1967 — 8-й розіграш турніру. Матчі відбулись 18 жовтня та 1 і 4 листопада 1967 року між переможцем Кубка європейських чемпіонів 1966—1967 шотландським «Селтік» та переможцем Кубка Лібертадорес 1967 аргентинським «Расінгом». За підсумками двох матчів команди набрали по два очки. Після перемоги у додатковому матчі титул володаря Міжконтинентального кубка вперше здобув «Расінг».

## Команди
| Команда | Кваліфікація                                      | Попередні участі* |
| ------- | ------------------------------------------------- | ----------------- |
| Селтік  | переможець Кубка європейських чемпіонів 1966—1967 | -                 |
| Расінг  | переможець Кубка Лібертадорес 1967                | -                 |

* жирним позначено переможні роки.

## Матчі

### Перший матч
| 18 жовтня 1967 |

| Селтік      | 1:0      | Расінг |
| ----------- | -------- | ------ |
| Макнілл 69' | Протокол |        |

| Гемпден-Парк, Глазго Глядачів: 170 000 Арбітр: Хуан Гардеасабаль |

|  |  |

| В                |  | Ронні Сімпсон   |
| З                |  | Томмі Геммелл   |
| З                |  | Біллі Макнілл   |
| З                |  | Джон Кларк      |
| З                |  | Джим Крейг      |
| ПЗ               |  | Боббі Мердок    |
| ПЗ               |  | Берті Олд       |
| Н                |  | Джон Г'юз       |
| Н                |  | Боббі Леннокс   |
| Н                |  | Віллі Воллес    |
| Н                |  | Джиммі Джонстон |
| Головний тренер: |  |                 |
| Джок Стін        |  |                 |

| В                 |  | Агустін Сехас         |
| З                 |  | Рубен Освальдо Діас   |
| З                 |  | Альфіо Басіле         |
| З                 |  | Оскар Раймундо Мартін |
| З                 |  | Роберто Перфумо       |
| ПЗ                |  | Мігель Морі           |
| ПЗ                |  | Хуан Карлос Руллі     |
| ПЗ                |  | Умберто Маскіо        |
| Н                 |  | Хуан Хосе Родрігес    |
| Н                 |  | Хуан Карлос Карденас  |
| Н                 |  | Норберто Раффо        |
| Головний тренер:  |  |                       |
| Хуан Хосе Піссуті |  |                       |

### Повторний матч
| 1 листопада 1967 |

| Расінг                 | 2:1      | Селтік             |
| ---------------------- | -------- | ------------------ |
| Раффо 34' Карденас 48' | Протокол | Геммелл 23' (пен.) |

| Ель Ціліндро, Авельянда Глядачів: 70 000 Арбітр: Естебан Маріно |

|  |  |

| В                 |  | Агустін Сехас         |
| З                 |  | Нельсон Чабай         |
| З                 |  | Оскар Раймундо Мартін |
| З                 |  | Альфіо Басіле         |
| З                 |  | Роберто Перфумо       |
| ПЗ                |  | Хуан Карлос Руллі     |
| ПЗ                |  | Жуан Кардосо          |
| Н                 |  | Умберто Маскіо        |
| Н                 |  | Хуан Хосе Родрігес    |
| Н                 |  | Хуан Карлос Карденас  |
| Н                 |  | Норберто Раффо        |
| Головний тренер:  |  |                       |
| Хуан Хосе Піссуті |  |                       |

| В                |  | Джон Фаллон     |
| З                |  | Томмі Геммелл   |
| З                |  | Біллі Макнілл   |
| З                |  | Джон Кларк      |
| З                |  | Джим Крейг      |
| ПЗ               |  | Боббі Мердок    |
| ПЗ               |  | Віллі О'Нілл    |
| Н                |  | Боббі Леннокс   |
| Н                |  | Стіві Чалмерс   |
| Н                |  | Віллі Воллес    |
| Н                |  | Джиммі Джонстон |
| Головний тренер: |  |                 |
| Джок Стін        |  |                 |

### Плей-оф
| 4 листопада 1967 |

| Расінг       | 1:0      | Селтік |
| ------------ | -------- | ------ |
| Карденас 55' | Протокол |        |

| Естадіо Сентенаріо, Монтевідео Глядачів: 65 172 Арбітр: Родольфо Перес Осоріо |

|  |  |

| В                 |  | Агустін Сехас         |     |
| З                 |  | Нельсон Чабай         |     |
| З                 |  | Оскар Раймундо Мартін |     |
| З                 |  | Альфіо Басіле         | 42' |
| З                 |  | Роберто Перфумо       |     |
| ПЗ                |  | Хуан Карлос Руллі     | 78' |
| ПЗ                |  | Жуан Кардосо          |     |
| Н                 |  | Умберто Маскіо        |     |
| Н                 |  | Хуан Хосе Родрігес    |     |
| Н                 |  | Хуан Карлос Карденас  |     |
| Н                 |  | Норберто Раффо        |     |
| Головний тренер:  |  |                       |     |
| Хуан Хосе Піссуті |  |                       |     |

| В                |  | Джон Фаллон     |     |
| З                |  | Томмі Геммелл   |     |
| З                |  | Біллі Макнілл   |     |
| З                |  | Джон Кларк      |     |
| З                |  | Джим Крейг      |     |
| ПЗ               |  | Боббі Мердок    |     |
| ПЗ               |  | Берті Олд       | 88' |
| Н                |  | Джон Г'юз       | 74' |
| Н                |  | Віллі Воллес    |     |
| Н                |  | Боббі Леннокс   | 42' |
| Н                |  | Джиммі Джонстон | 48' |
| Головний тренер: |  |                 |     |
| Джок Стін        |  |                 |     |